# Puerto de Santa Cruz
Puerto de Santa Cruz es un municipio español, en la provincia de Cáceres, partido judicial de Trujillo, comunidad autónoma de Extremadura.

## Geografía física
Está integrado en la comarca de Trujillo, situándose a 59 kilómetros de la capital cacereña. Su término municipal está atravesado por la autovía del Suroeste, entre los pK 270 y 274. El pueblo se encuentra a los pies de la Sierra de Santa Cruz a 455 metros sobre el nivel del mar. La máxima cota de la sierra es el Risco de San Gregorio (844 metros). Al oeste del municipio se alza otra pequeña sierra cuya máxima cota recibe el nombre de La Atalaya (649 metros). El resto del territorio es más característico de a comarca extremeña, llegando a los 360 metros de altitud en sus zonas más bajas.
| Noroeste: Santa Cruz de la Sierra   | Norte: Santa Cruz de la Sierra | Noreste: Santa Cruz de la Sierra         |
| Oeste: Ibahernando                  |                                | Este: Santa Cruz de la Sierra y Abertura |
| Suroeste: Ibahernando y Villamesías | Sur: Villamesías               | Sureste: Abertura                        |

## Historia
La localidad hunde sus raíces en la prehistoria, encontrando en todo el término determinados restos que nos hacen constatar tal hipótesis. 
Durante la dominación romana, fue refugio y posada para los caminantes, sobre todo a los que iban de la Augusta Emerita a Cesar Augusta (actual Zaragoza) (hay bastantes restos). 
De la época musulmana son casi todos los vestigios que encontramos a lo largo del término. 
En 1594 formaba parte de la Tierra de Trujillo en la provincia de Trujillo.
Propiedad de los Duques de San Carlos y Condes del Puerto. Compraron la villa al rey Felipe II en el siglo XVI, aprovechando la bancarrota de la corona. Aún se conservan restos de un antiguo poblado. 
En el siglo XVI pasó de ser tierras de realengo a ser un condado dominado por la familia Vargas Carvajal, que más tarde ostentaría el Ducado de San Carlos. El linaje de los Altamirano de Trujillo se asentó en el Puerto de Santa Cruz en 1575 en la figura de Don Juan Casco obteniendo Real Ejecutoria de Hijodalgo en 1567. El linaje pasó en 1615 a apellidarse Casco-Diaz de Millán al desposarse Don Juan Casco con Doña Juana Diaz de Millán siendo esta única hija del Hijodalgo Don Pedro Diaz de Millán y Dña Ana Valencia Pizarro. El último habitante de este linaje en el Puerto de Santa Cruz fue Don Federico Vicente Casco y Crespo nacido el 1851. Sus descendientes viven en Villanueva de la Serena, Guareña, Valdetorres, Logrosán (Cáceres) y Madrid.
A la caída del Antiguo Régimen la localidad se constituye en municipio constitucional en la región de Extremadura, desde 1834  quedó integrado en el partido judicial de Trujillo. En el censo de 1842 contaba con 140 hogares y 767 vecinos.

## Demografía
Puerto de Santa Cruz cuenta con una población de 264 habitantes (INE 2024).
| Gráfica de evolución demográfica de Puerto de Santa Cruz entre 1842 y 2021                                          |
| |
| Población de derecho según los censos de población del INE Población de hecho según los censos de población del INE |

## Patrimonio

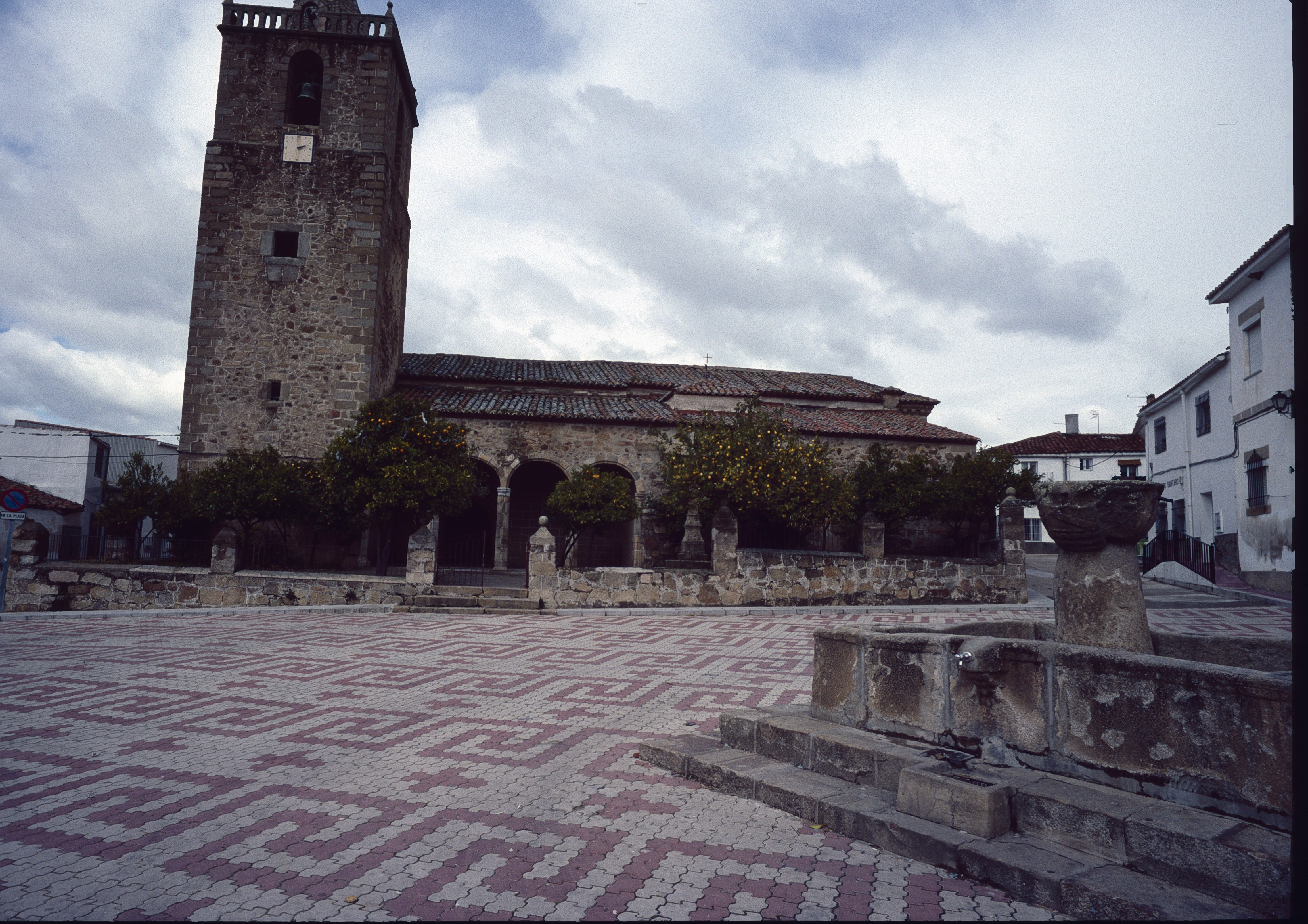
Iglesia de Puerto de Santa Cruz.

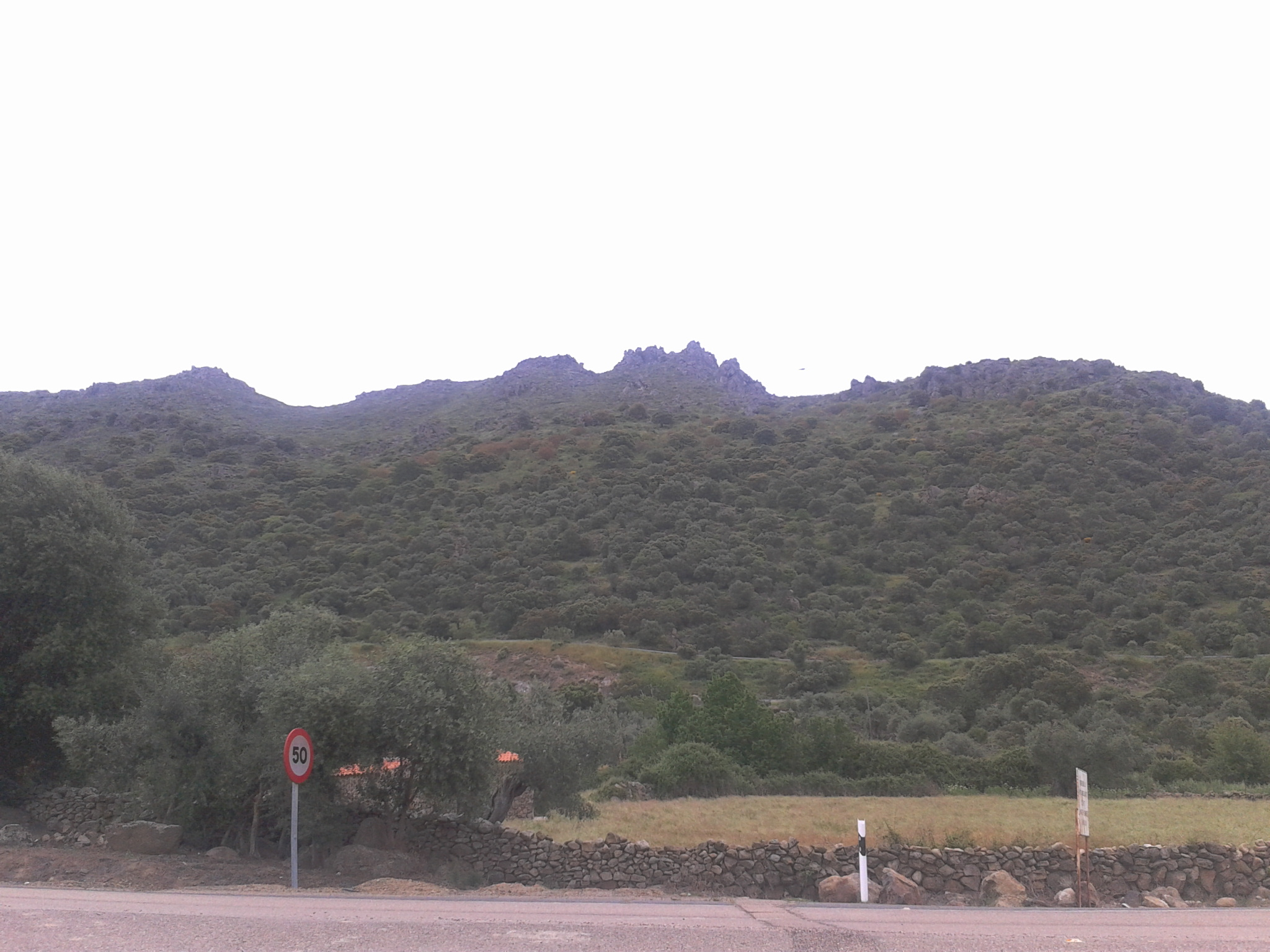
Paisaje que se observa desde la calle Real, en las afueras meridionales de Puerto de Santa Cruz.

- Iglesia parroquial católica bajo la advocación de San Bartolomé Apóstol, en la archidiócesis de Mérida-Badajoz, ddiócesis de Plasencia, arciprestazgo de Trujillo.[6] Data del siglo XVI. Los retablos son del XVIII, y otros menos importantes del siglo XX. Destacan la pila bautismal y el púlpito de estilo gótico final y de gran calidad artística. Posee también un variado número de piezas religiosas como cálices, custodias, copones, etc.
- Paraje Natural de la Sierra
- Cristo de la Misericordia. Cristo crucificado en Canteria, sobre una masa granítica de gran volumen. Antiguo cruce de caminos, y origen de la denominación del pueblo.
- Dehesa Boyal. Tierras de disfrute comunal y propiedad del ayuntamiento.
- Paraje Valhondo. Propiedad de los Duques de San Carlos y Condes del Puerto. Compraron la villa al rey Felipe II en el siglo XVI, aprovechando la bancarrota de la corona. Aún se conservan restos de un antiguo poblado.
- Caño. Situado en la plaza a la que da nombre. Situado en la plaza desde el siglo XVI, en el cual se conservan los escudos de la familia Vargas Carvajal. Actualmente no está en uso.

## Cultura

### Festividades
- San Blas Obispo y Mártir. Se celebra el 3 de febrero. Santa misa y procesión, con posterior degustación de dulces típicos en la plaza del Caño.
- San Marcos Evangelista. Se celebra el último sábado de abril. Romería en el paraje Valhondo, donde se encuentra la ermita del Santo.
- San Bartolomé Apóstol. Se celebra el 24 de agosto. Santa misa en honor al patrón de la villa. Fiestas populares: verbenas nocturnas, competiciones deportivas y diversas actividades lúdicas.

### Gastronomía
- Sopas de tomate
- Migas
- Tortilla de espárragos
- Productos de la matanza del cerdo ibérico
- Gazpacho de espárragos
- Caldereta extremeña
- Sopa de achicorias
- Revuelto de espárragos
- Dulces típicos
- Rosquillas, flores, bollas, perrunillas, bollo de San Blas, bollo de san marcos, bollos de San Bartolomé.
- Entomatá